# Friedrich von Scholtz
Boje Friedrich Nikolaus Scholtz, anobli en 1913 comme von Scholtz, est un militaire prussien, né le 24 mars 1851 à Flensburg (duché de Schleswig), mort le 30 avril 1927 à Ballenstedt, général de l'armée impériale allemande pendant la Première Guerre mondiale.

## Origines et carrière avant 1914

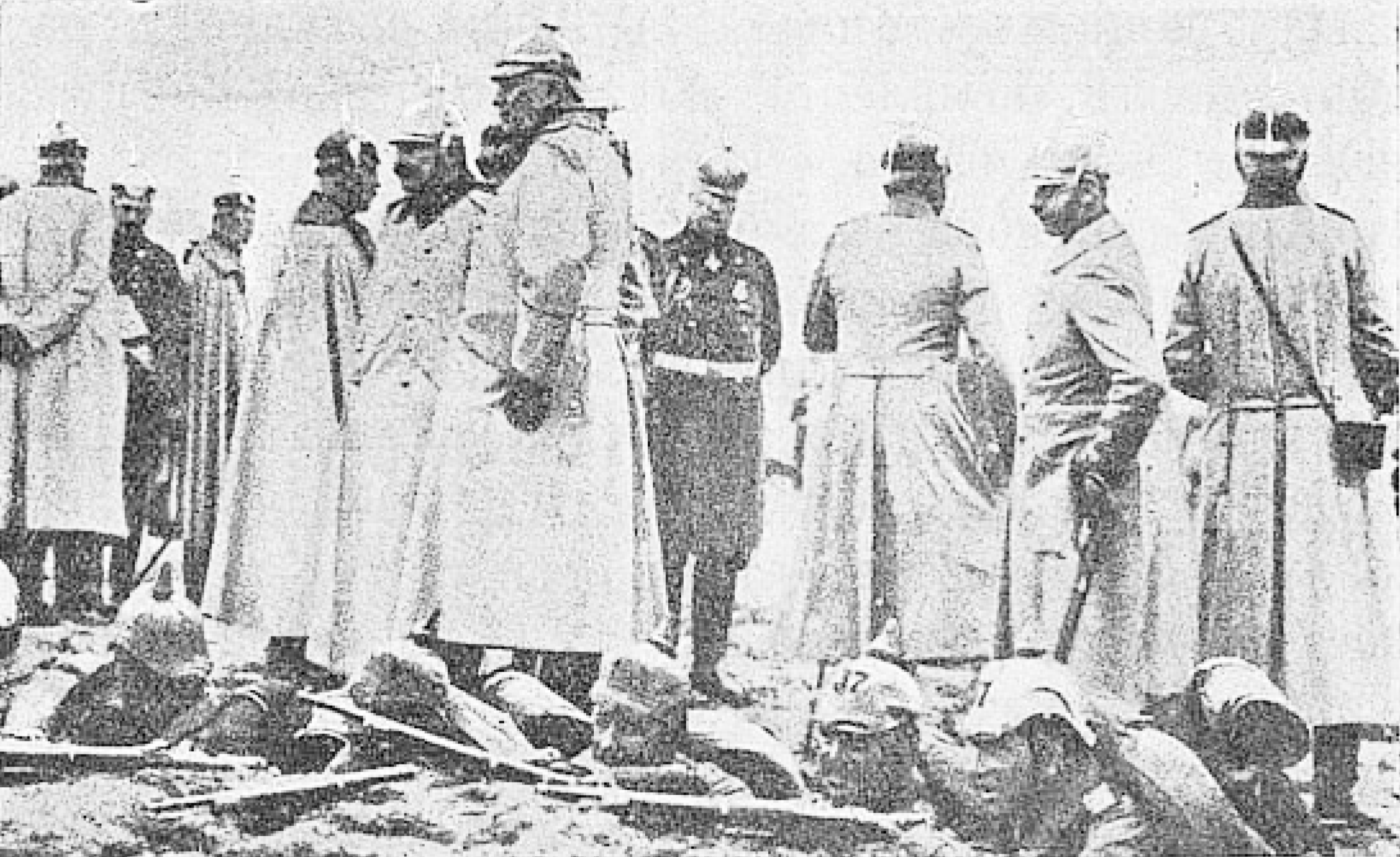
Guillaume II et ses généraux en 1914

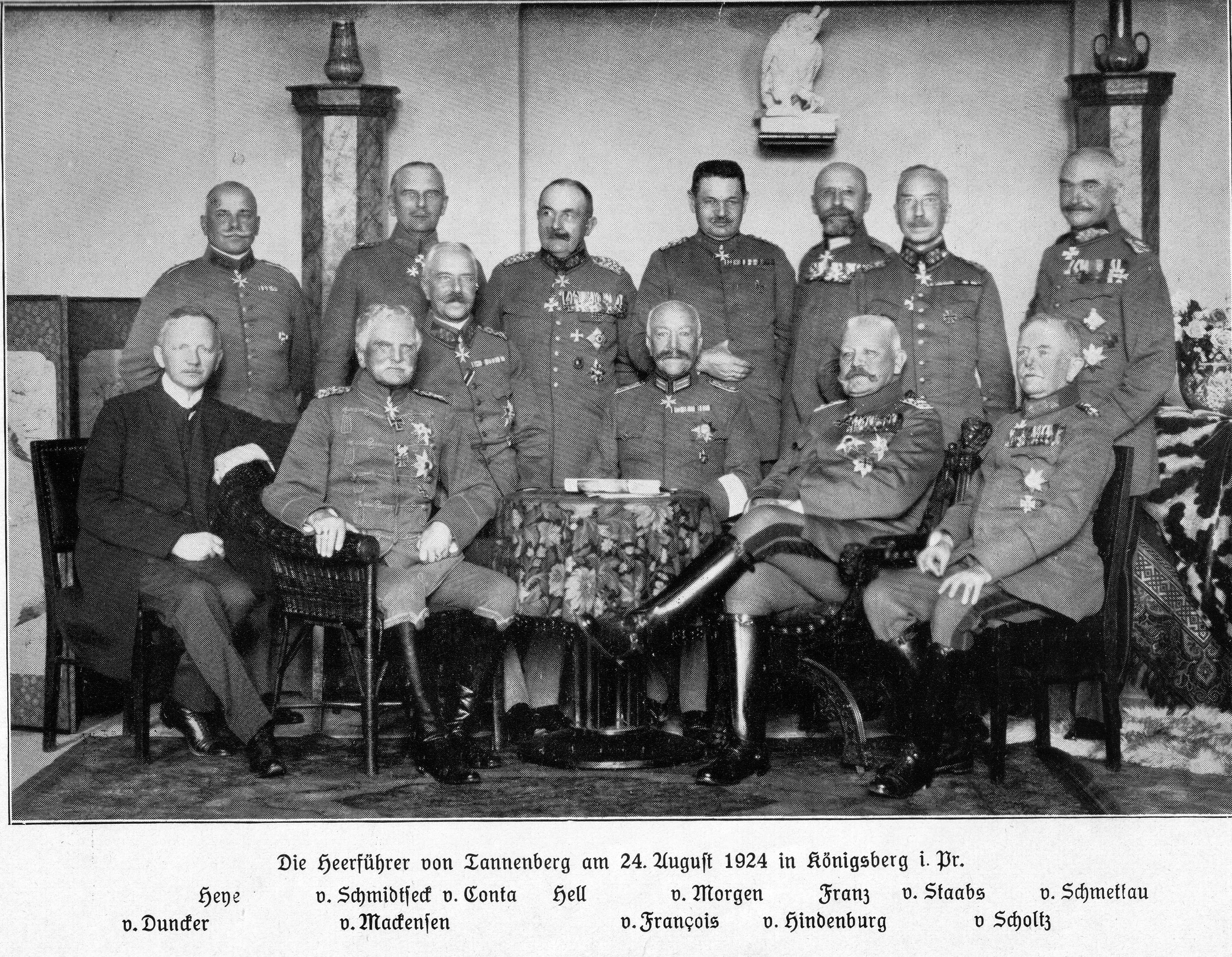
Les généraux de la bataille de Tannenberg (1914) lors du dixième anniversaire de celle-ci. Friedrich von Scholtz est assis, premier à droite, à côté de Paul von Hindenburg

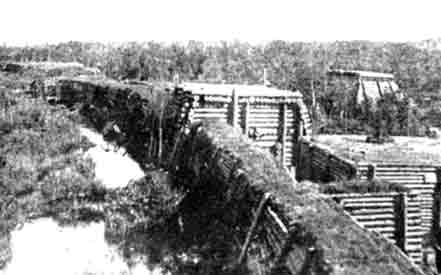
Fortifications allemandes au bord de l'Aa (Lielupe), 1917

Après avoir obtenu son diplôme, Friedrich Scholtz s'engage comme volontaire dans l'armée le 19 juillet 1870. Il sert comme enseigne au 9e régiment d'artillerie de campagne pendant la guerre franco-allemande de 1870-1871.
Après la guerre, il reprend sa formation à l'école militaire de Potsdam dans le génie et l'artillerie. Il étudie à l'Académie de guerre de Prusse et, le 1er avril 1886, est admis à servir au Haut État-major (Oberste Heeresleitung, OHL). En 1903, il commande la 25e brigade d'artillerie de campagne (de) à Darmstadt. En 1908, il est nommé Generalleutnant et chef de la 21e division d'infanterie à Francfort-sur-le-Main. En 1912, il est General der Artillerie et chef du 20e corps d'armée en province de Prusse-Orientale. Le 16 juin 1913, il est anobli à l'occasion du jubilé des 25 ans de règne de Guillaume II.

## Première Guerre mondiale

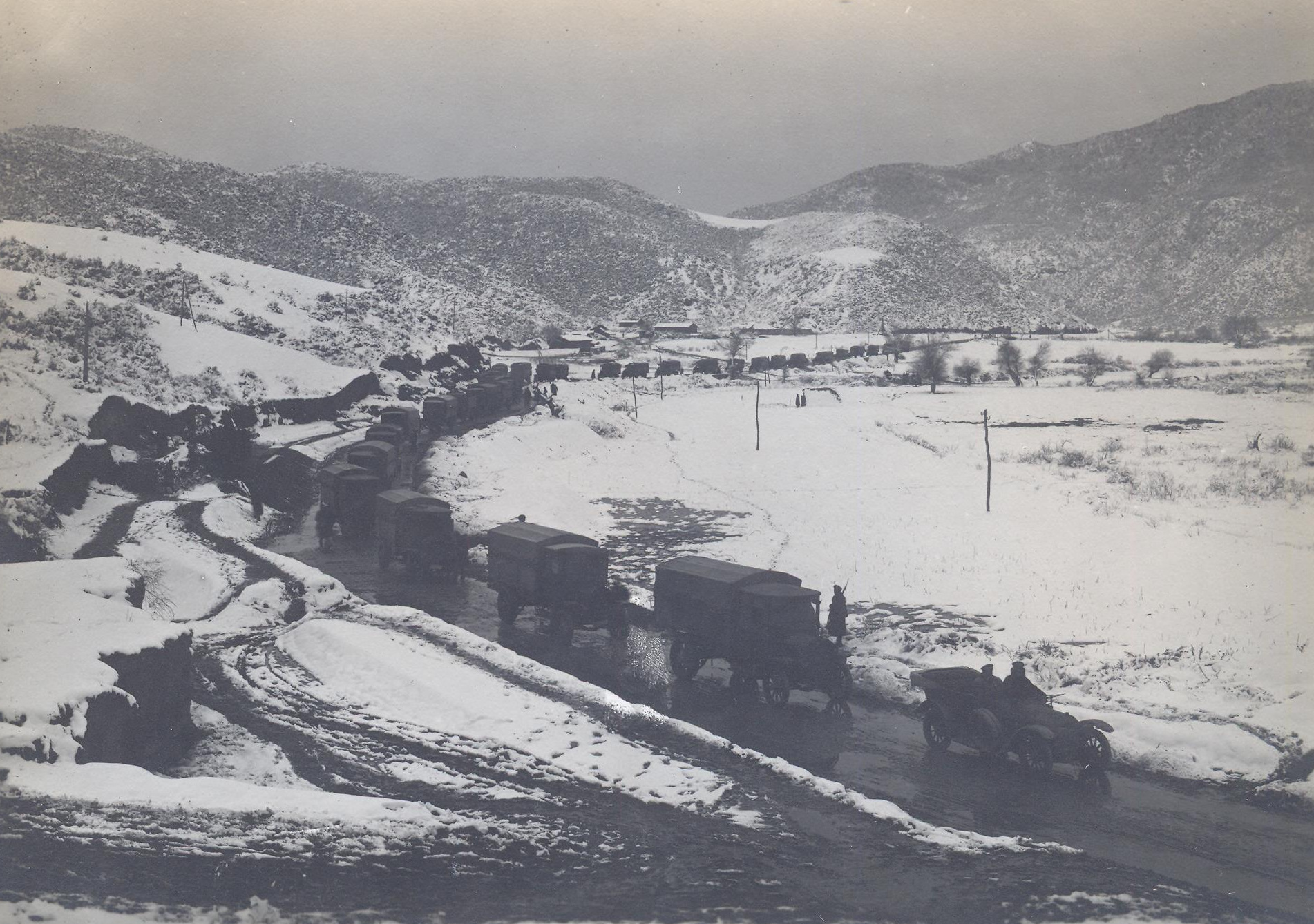
Convoi sur le front de Macédoine, archives bulgares, 1914-1918

En 1914, Friedrich von Scholtz est attaché au commandement de la 8e armée sous la conduite de Paul von Hindenburg. Il participe à la bataille de Tannenberg (26-30 août 1914) contre l'armée impériale russe. Le 26 mai, il est nommé commandant par intérim de la 8e armée en remplacement d'Otto von Below. Le 18 septembre 1915, il redevient chef du XXe corps. Le 8 octobre 1915, il reçoit le commandement d'un détachement d'armée qui porte son nom, l'Armeeabteilung Scholtz, dans le secteur de Dünaburg (Daugavpils) en Lettonie. Du 2 janvier au 21 avril 1917, il est commandant en chef de la 8e armée, alors appelée armée du Niémen, qui repousse une offensive russe en janvier lors des batailles de l'Aa.
Le 22 avril 1917, von Scholtz est nommé commandant en chef du groupe d'armées germano-bulgare en Macédoine comme successeur d'Otto von Below, nommé sur le front français. Il a sous ses ordres la 11e armée allemande et la 1re armée bulgare (en). En 1918, l'offensive des forces franco-serbes de l'expédition de Salonique lors de la bataille de Dobro Polje (14-15 septembre) et l'exploitation de la percée lors de la manœuvre d'Uskub (Skopje), du 24 au 30 septembre 1918, entraînent la capitulation de la Bulgarie (29 septembre). Von Scholtz doit se replier avec les forces allemandes vers la Hongrie.
Le 14 janvier 1919, von Scholtz se retire du service actif. Il meurt en 1927.